# Het Verstand Van Vlaanderen
Het Verstand Van Vlaanderen was een kennisquiz op de Belgische commerciële televisiezender VTM waarin men op zoek ging naar het beste verstand van Vlaanderen. Het programma werd gepresenteerd door Rani De Coninck. In de eerste vier seizoenen werd het programma gepresenteerd door Koen Wauters.
Het was de Vlaamse versie van het Britse programma Britain's Brainiest en een productie van Celador.

## Rondes
Eerste ronde - In de eerste ronde stellen de twaalf kinderen zichzelf voor door hun naam, woonplaats, favoriete vak en hun eventuele beroep dat ze later willen uitvoeren te vermelden. Hierna krijgen ze allemaal tien algemene kennisvragen die bepalen welke zes er door mogen naar de tweede ronde. In de zesde reeks wordt hiervoor ook steeds een filmpje getoond van de voorrondes in elke provincie.
Tweede ronde - In de tweede ronde bepaalt een codebreker de volgorde van de kinderen. Hierdoor kan de eerste uit meer categorieën kiezen dan de laatste. Als de volgorde gekend is, krijgen ze elk eventjes de tijd om wat te vertellen over hun hobby's. Hierna kiezen ze allemaal één categorie en vervolgens, als iedereen al één categorie had, opnieuw elk een categorie. De keuzes zijn: aardrijkskunde, actua, muziek, film & TV, fauna en flora, geschiedenis, taal, wetenschap, literatuur, kunst en cultuur, op goed geluk en sport. Per categorie krijgen ze elk 45 seconden om alle vragen te beantwoorden.
De drie beste gaan door naar de finale.
Finale - In de eerste vijf reeksen moesten de kinderen/bv's een specialiteit opgeven waar ze vragen over krijgen. De twee die het meeste punten haalden, gingen door naar de grote finale (of in de grote finale, die persoon die het meest punten haalde, won).
Sinds reeks zes is dit vervangen door een ronde waarin enkel algemene kennisvragen worden gesteld. De twee die als eerste zes vragen correct beantwoorden, gaan door naar de grote finale. In de grote finale is de persoon die als eerste zes punten scoort, de winnaar.
Codebreker - De codebreker is het spel dat de volgorde bepaalt in de tweede ronde en in de finale van de eerste vijf reeksen. Het spel bestaat uit een cijfercode die overeenstemt met een woord. De letters bij de cijfers zijn ongeveer gelijk aan die van een gsm-toestel.
Koppelspel - In het koppelspel wordt uitgemaakt wie door mag naar de volgende ronde, indien er een gelijkspel is. Dit wordt echter niet toegepast in de finale. Het spel bestaat uit vier woorden die elk moeten verbonden worden met een woord dat er iets mee te maken heeft, bv. Tom Boonen - Wielrenner, tomaat - rood,...

## Seizoenen

### Kinderen
- Seizoen 1 (reeks 1) (2004 - Koen Wauters). De winnaar was Arne De Keyser.
- Seizoen 2 (reeks 3) (2005 - Koen Wauters). De winnaar was Jasper van Loy.
- Seizoen 3 (reeks 5) (2006 - Rani De Coninck). De winnaar was Wout Goeteyn.
- Seizoen 4 (reeks 6) (2007-2008 - Rani De Coninck). De winnaar is Jolan Vandemoortele.

### BV'S
- Seizoen 1 (reeks 2) (2004 - Koen Wauters). De winnaar was Bruno Wyndaele.
- Seizoen 2 (reeks 4) (2005 - Koen Wauters). De winnaar was Tom Coninx.
- Extra aflevering: 15 jaar Familie (30 december 2006 - Rani De Coninck). De winnaar was Ingrid Van Rensbergen. Caroline Maes en Guillaume Devos werden tweede en derde.

## Trivia
- Op zaterdag 30 december 2006 was er een speciale aflevering van Het Verstand Van Vlaanderen met acteurs uit Familie ter gelegenheid van het vijftienjarig bestaan van de soap. Ingrid Van Rensbergen, die als specialiteit geografie had, won deze special.